# Jeux d'Asie du Sud-Est de 1999
Navigation
Édition précédente Édition suivante
La 20e édition des Jeux d'Asie du Sud-Est s'est tenue du 7 au 15 août 1999 à Bandar Seri Begawan au Brunei. C'est la première fois que le sultanat organise cet événement.

## Pays participants
La compétition a réuni des athlètes provenant de dix pays d'Asie du Sud-Est. Le tableau des médailles est une nouvelle fois dominé par la Thaïlande tandis que le Cambodge est la seule nation à ne pas décrocher de médaille. Brunei termine 7e meilleure nation, le plus mauvais classement pour un pays organisateur depuis la création des Jeux d'Asie du Sud-Est.
| Rang | Nation      | Or | Argent | Bronze | Total |
| ---- | ----------- | -- | ------ | ------ | ----- |
| 1.   | Thaïlande   | 65 | 48     | 56     | 169   |
| 2.   | Malaisie    | 57 | 45     | 42     | 144   |
| 3.   | Indonésie   | 44 | 43     | 58     | 145   |
| 4.   | Singapour   | 23 | 28     | 45     | 96    |
| 5.   | Philippines | 20 | 26     | 41     | 87    |
| 6.   | Vietnam     | 17 | 20     | 27     | 64    |
| 7.   | Brunei      | 4  | 12     | 31     | 47    |
| 8.   | Birmanie    | 3  | 10     | 10     | 23    |
| 9.   | Laos        | 1  | 0      | 3      | 4     |
| 10.  | Cambodge    | 0  | 0      | 0      | 0     |

## Sports représentés
21 sports sont représentés :
- Athlétisme
- Badminton
- Basket-ball
- Bateau-dragon
- Billard
- Boulingrin
- Bowling
- Boxe
- Cyclisme
- Football
- Golf
- Hockey sur gazon
- Karaté
- Natation
- Pencak-Silat
- Sepak takraw
- Squash
- Taekwondo
- Tennis
- Tennis de table
- Tir